# 首長
首長或首腦指最高的長官，包括地方行政首长（或称地方行政长官、行政長官）。
還可以指：
- 一個機構的最高領導人或幹部，多用於政府機關與企業，可能做為下列職位的代稱：
- 最高首长
  - 總統、總理、首相
  - 院長、議長
- 政府部门首长
  - 部長（總長）、司長、局長、署長、廳長、科室主管（科長、課長、處長、組長、主任）
- 地方行政首長（或稱地方行政長官、行政長官）
  - 省長、州長、郡長、縣長、市長
  - 總督、巡撫、節度使、觀察使、巡閱使、經略使、都督、提督
  - 州牧、刺史、太守、大夫、縣令、亭長
  - 鄉長、鎮長、區長
  - 村長、里長、鄰長
  - 首席部長(Chief Minister)，應用于地方首長，如聯邦州份或省份、蘇格蘭、威爾斯和北愛爾蘭等
- 司法首長
  - 院長、檢察長、庭長、書記官長、審判長
- 軍隊首長
  - 司令官或指揮官（班長、排長、連長、營長、團長、旅長、師長、軍長、警長、隊長、輔導長、附屬官）
- 各類組織首長
  - 總書記、書記長、第一書記、總幹事
  - 董事長、會長、理事長、總經理、經理、監事長、監事會召集人、監事主席、總監
  - 總裁、主席、秘書長、委員長、主任委員、代表
  - 執行長、營運長、人事長、財務長、事務長、技術長、研發長
  - 社長、會長
  - 站長
  - 機長、艦長、船長、艇長、列車長、駕駛員（長）
  - 行政主廚、主廚、廚師長、料理長
  - 店長、行長、廠長
  - 酋長
  - 校長、（學）院長、系主任
  - 教務長、學務長、總務長